# Les Acrostiches
La compagnie Les Acrostiches est une troupe de cirque française. 
Elle a été créée en 1994 à Toulouse avec à l’origine trois comédiens, jongleurs et acrobates : Jean-Philippe Cochey-Cahuzac, Philippe Copin, Michel Navarro, et leur metteur en scène Christian Coumin. 
La compagnie s'inscrit dans la lignée du cirque contemporain, dans le sens où plusieurs disciplines artistiques, telles le jonglage, l’acrobatie, mais aussi la danse, le théâtre, le chant, sont représentées. Les spectacles sont composés de numéros qui font sens dans une dramaturgie d’ensemble. 

## Biographie
Jean-Philippe Cochey-Cahuzac, Philippe Copin, Michel Navarro et Christian Coumin ont commencé leur carrière en tant qu’enseignants au centre des arts du cirque du Lido, à Toulouse. C’est là qu’ils se rencontrent et fondent leur compagnie en 1994. Christian Coumin met en scène les personnages Dangelo (Jean-Philippe Cochey-Cahuzac), Dimitri (Philippe Copin) et Jak (Michel Navarro).
La troupe s'agrandit avec deux musiciens-percussionnistes : Christophe Leseure, alias Octave, en 2004, et Bertrand Cheyrou, alias Balthazar, en 2010. En 2011/2012, Andréas Hartmann remplace Christian Coumin pour la mise en scène de C’est quoi ce cirque. Le 20 février 2013, Bertrand Cheyrou décède. Son rôle sera repris quelque temps par Philippe Dufour. 
En 2015, après leur vingtième anniversaire, pour pallier le départ de Jean-Philippe Cochey-Cahuzac qui souhaite arrêter sa carrière artistique, Philippe Copin, Michel Navarro et Christophe Leseure rajoutent quelques cartouches à leur révolver avec l’accueil de deux nouveaux acrobates, Guillaume Montels et Kimberly Scully, tous deux formés à l’école nationale de cirque de Montréal, qui intègrent le Cabaret des Acrostiches où Guillaume remplace Jean-Philippe et Kim devient l’artiste invitée. Ils ont, entre autres, tourné avec le Cirque Plume et maîtrisent jonglerie, acrobatie, main à main, trampoline, bascule, acrobatie sur perche oscillante à 18 mètres de haut, roue Cyr et vélo acrobatique.
En 2016, une nouvelle harmonie se crée au fil des représentations, le cadre d’une prochaine création se dessine et stimule l’ensemble du groupe. La tournée au Brésil conforte cette dynamique, la complicité entre les cinq artistes s’accentue. Le travail de recherche sur la nouvelle création démarre sous la houlette de Christian Coumin. 
En 2017, Acrostiches et compagnie tourne une page de son histoire. Désormais ils ne seront plus quatre artistes sur scène mais cinq, dont une fille ! 

## Créations
- 1994 : Personnellement vôtre met en scène pour la première fois les personnages Dangelo, Dimitri et Jak. Ce premier spectacle a été joué plus de 520 fois en France et à l’étranger, et a reçu plusieurs récompenses.
- 2000 : C’est dans le spectacle Comme un p’tit air de cirque qu’est représenté pour la première fois le numéro Mozart. Dans cette performance, les comédiens chantent sur un air de Mozart en faisant le poirier.
- 2004 : Un quatrième artiste rejoint la compagnie : le musicien-percussionniste Christophe Leseure, alias Octave pour le spectacle Les Acrostiches à contretemps.
- 2007 : Michel Navarro se produit en solo dans La fugue de Jak. Mis en scène par Christian Coumin, le spectacle est composé de sept numéros d’équilibre sur les mains.
- 2009 : Le Cabaret des Acrostiches réunit une sélection des numéros présents dans les autres spectacles.
- 2012 : C’est quoi ce cirque, avec un cinquième comédien, Bertrand Cheyrou, alias Balthazar, musicien percussionniste, puis Phillippe Dufour. Pour ce spectacle, Andréas Hartmann remplace Christian Coumin à la mise en scène.
- 2018 : ExCENTRIQUES, spectacle sur gyropodes, mono-roues électriques, est créé sous la houlette de Christian Coumin, présenté en avant-première à La Grainerie[4], fabrique des arts et de l'itinérance en décembre 2017 puis créé en février 2018 à Saint-Etienne.

## Récompenses
- 1995 : 1er prix du festival Circa à Auch pour Personnellement vôtre ; Médaille d’argent et coup de cœur au Festival mondial du cirque de demain au Cirque d'Hiver pour Personnellement vôtre.
- 1997 : Éclat d’argent du festival d’humour et de création de Villard de Lans pour Personnellement vôtre.
- 2001 : Prix Jean-Pierre Carriau[5] au Festival Performance d’Acteur à Cannes pour Jean-Philippe Cochey-Cahuzac, Philippe Copin et Michel Navarro.
- 2004 : Prix du public aux Devos de l’humour à Monnaie pour Personnellement vôtre ; Silver Prize au Daidogei Festival de Shizuoka (Japon) pour Personnellement vôtre.
- 2009 : Prix du public au Festival des Arts Burlesques de St Etienne ; Médaille de bronze au Daidogei Festival de Shizuoka (Japon).

## Pays traversés
- Allemagne (Saarbrücken 1996, Moers 1998, Recklinghausen 2007, 2010, Hanovre 2007, 2008, 2010)
- Angleterre (Brighton 1998, Londres 1998, 2000)
- Angola (Luanda 2002)
- Belgique (Tournai 1995, Limburg, Courtrai 1998, Lommel 2012)
- Brésil (Belo Horizonte FIT BH 2016, Sao José Dos Campos 2016)
- Cameroun (Douala, Yaoundé 2002)
- Canada (Québec 2000, Montréal 1998, 2005)
- Chine (province de Ghizou 2002)
- Colombie (Bogota, Santa-Martha 2009, Bogota, Medellin, Cali, barranquilla, Bucaramanga 2012)
- Congo (Pointe noire, Brazzaville 2002)
- Coréé du Sud (Séoul 2007)
- Espagne (Saragosse 1996, Valladolid 1997, Tárrega 1997, Tordira 1998, Reus 1999, Madrid 2004, Tordera 2004, Barcelone 2008, 2009, Jaca 2009, 2010, Huesca 2010, Bisbal 2011, Masrou 2011)
- États-Unis (Washington 2006)
- Gabon (Libreville 2002)
- Grèce (Volos 1999)
- Guinée Équatoriale (Bata, Malobo 2002)
- Île de la Réunion (Le tampon 1995)
- Inde (Bombay, Poona, Trivandrum, Madras, Delhi, Hyderabad 2003)
- Italie (Arezzo 1998)
- Japon (Tokyo 1995, 2004, 2005, 2006, Shizuoka 2004, 2005, 2006, 2012)
- Luxembourg (Luxembourg 2004)
- Maroc (Casablanca, Rabat, Meknès, Marrakech, Agadir, Fès 2000)
- Mexique (Mexico, Guadalajara, Puebla, Torréon, Saltillo, Monterrey, Merida, Querétaro 1998)
- Nouvelle Calédonie (Nouméa 2001)
- Pays Bas (Dirkschorn, Shagen 1998, Limburg 2010)
- Portugal (Lisbonne 2004)
- République Démocratique du Congo (Kinshasa 2002)
- Russie (Moscou 2010)
- Suède (Göteborg 1996)
- Tchad (Ndjamena 2002)
- Thaïlande (Bangkok 2009)
- Tunisie (Tunis 2004)